# Stazione di Coggiola-Portula
La stazione di Coggiola-Portula era una stazione ferroviaria della linea Grignasco-Coggiola.

## Storia
Coggiola e Portula vennero raggiunti dalla ferrovia nel 1908 e la stazione venne inaugurata in concomitanza all'attivazione della ferrovia il 10 maggio dello stesso anno.
Il 9 febbraio 1935 venne dismessa a causa della chiusura della linea.
In seguito l'intera stazione venne demolita; al 2016 non risulta più esistere alcuna vestigia della stessa: nel luogo dove essa sorgeva venne edificato un condominio.

## Strutture e impianti

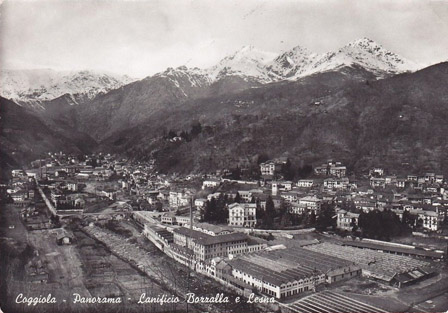
Cartolina di Coggiola negli anni 1920

La stazione disponeva di due binari serviti da due banchine, una posta innanzi il fv, l’altra a isola tra i due binari.
La stazione era dotata di un fabbricato viaggiatori a pianta rettangolare sviluppato su due piani. Accanto ad esso era posto un edificio di piccole dimensioni, sviluppato su un solo piano, che ospitava i servizi igienici.

## Movimento
Il servizio viaggiatori era effettuato dalla società Ferrovia della Val Sessera (FVS).